# ニシン漁船
ニシン漁船（ドイツ語:LoggerfischereiまたはGroße Heringsfischerei）とはニシンを対象とした沖合漁業を行う漁船である。

## ヨーロッパ

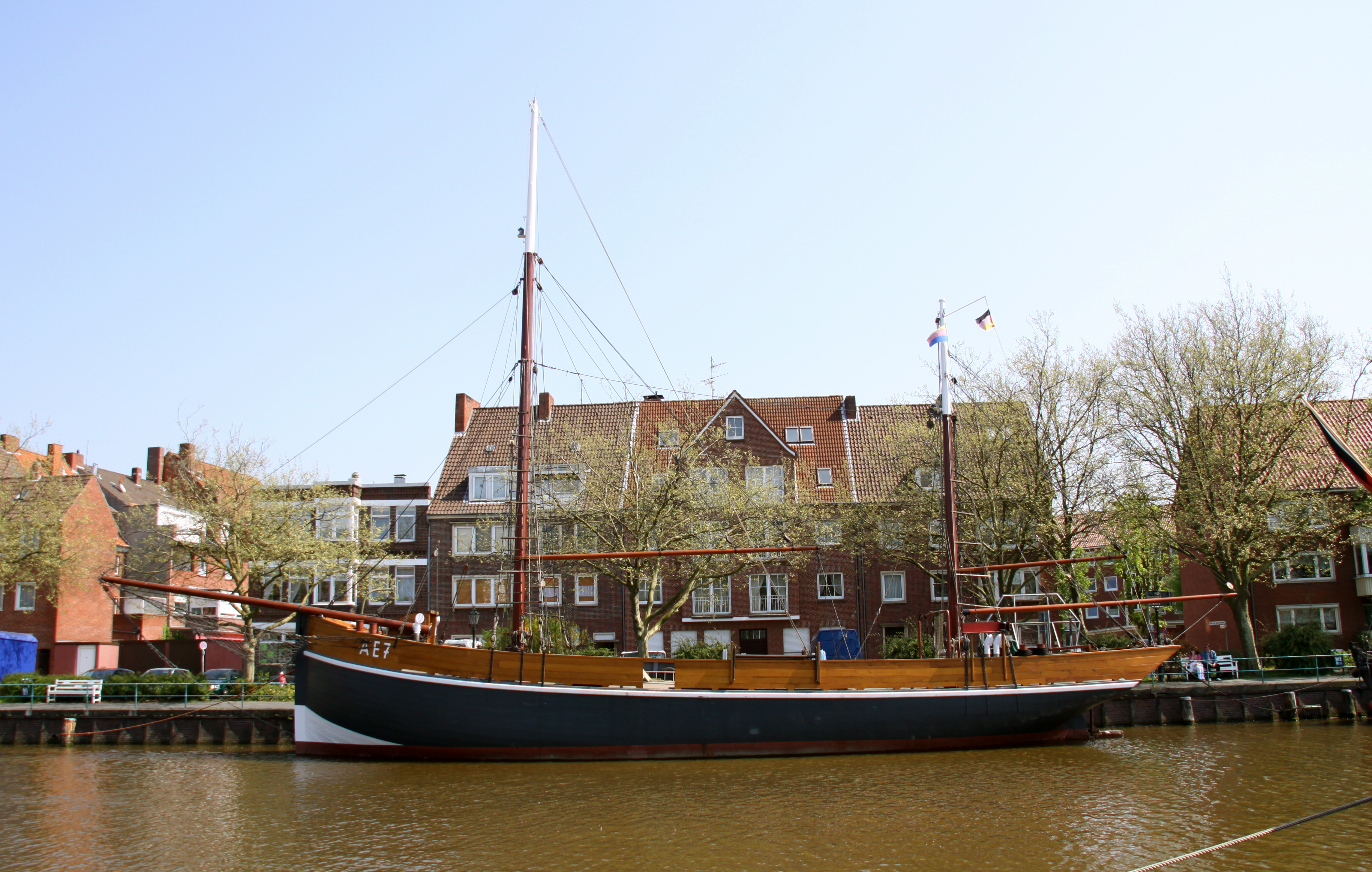
エムデン港博物館のエムデン市のニシン漁船

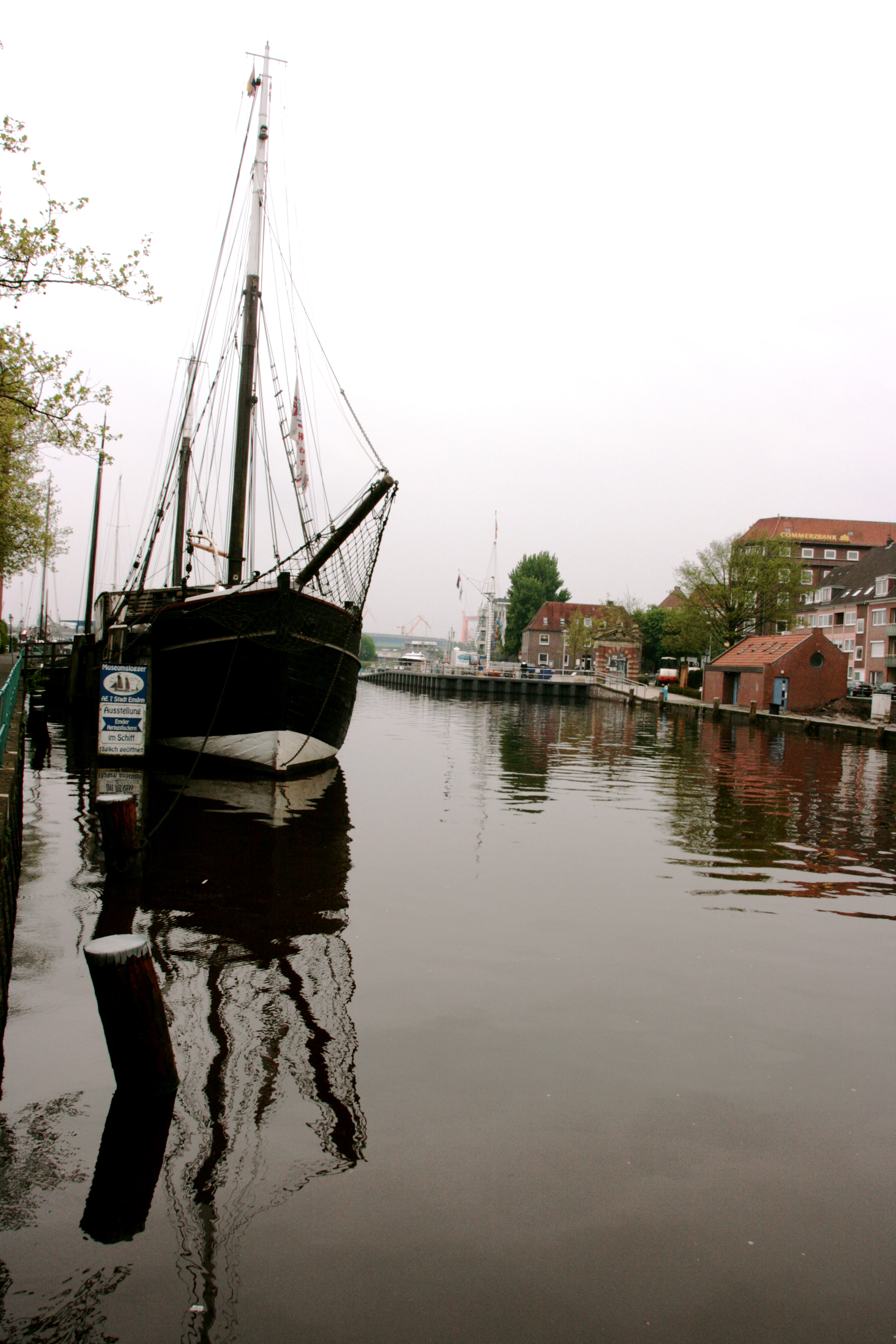
エムデン港博物館のエムデン市のニシン漁船

1860年ごろから始まり、西ドイツでは1976年まで、東ドイツでは1981年まで操業されていた。船の上で内蔵を取って樽に詰めて塩漬けにするところまで行い、陸上で加工されて製品化されるシステムで構成されていた。

### ニシン漁の歴史

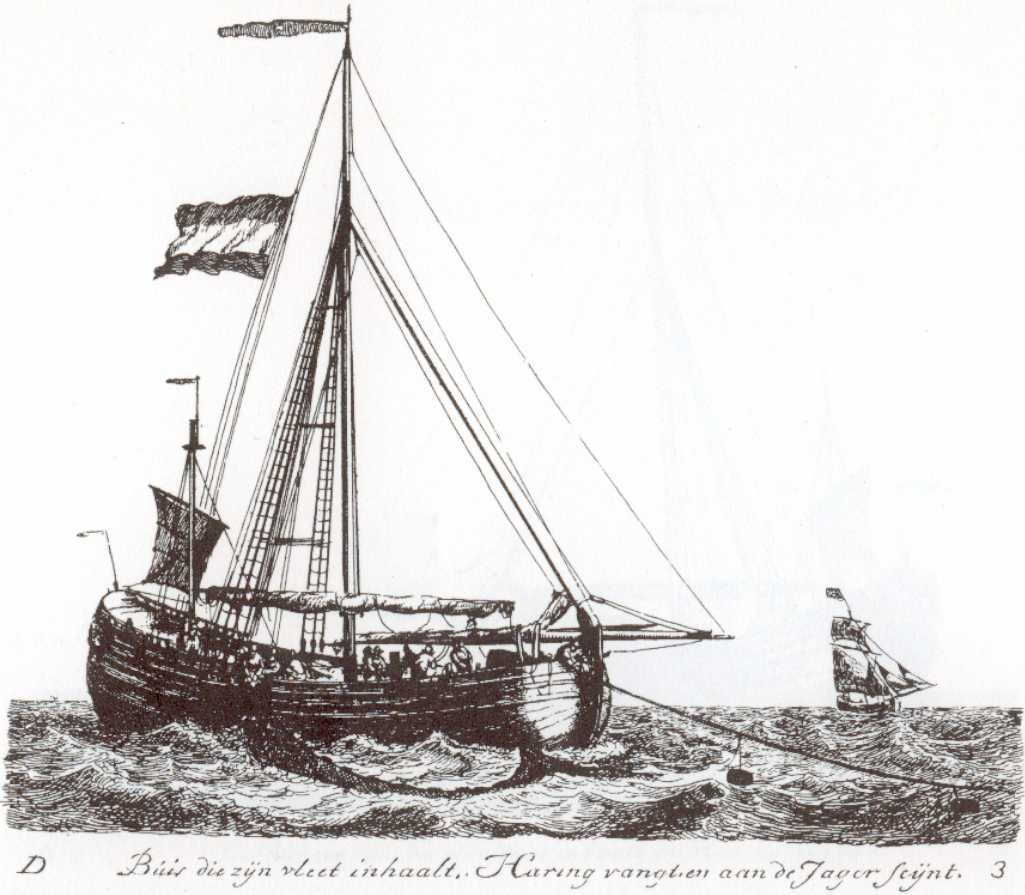
網を引っ張るオランダのハリングブイ(1789)

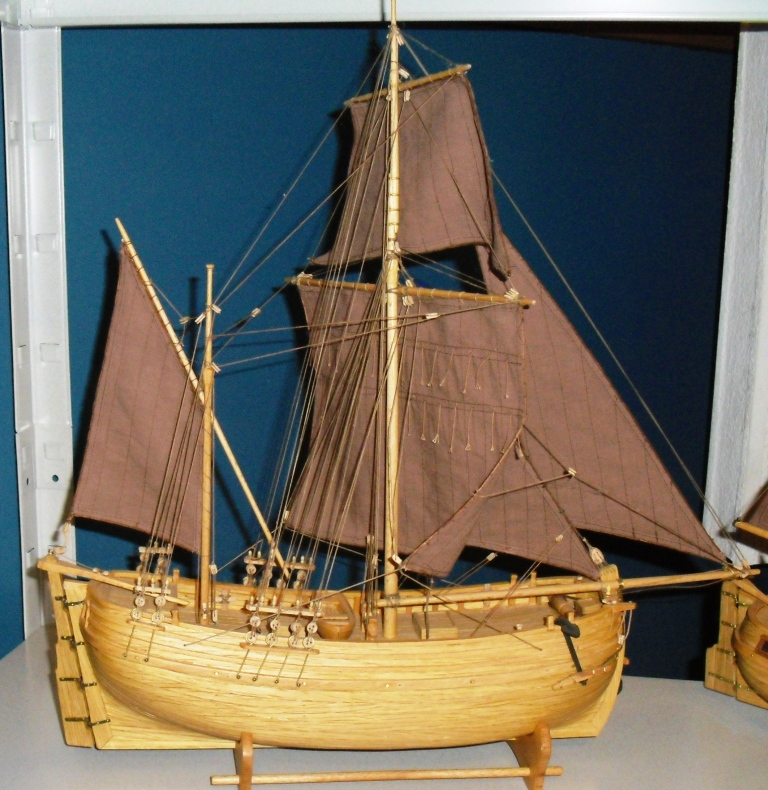
Husumer Museum にあるオランダ産ニシン漁船の模型

中世の終わりにバルト海のニシン漁業が衰退した後、漁業と塩漬けニシンの生産は北海に移行した。最も生産的な漁業の一つはスコットランド沖で、沖合での漁業と陸上での加工が行われていた。一方、オランダはキールで建造された耐航性のある船、ブイセン（Büse）による長距離漁業を発展させた。全長23m幅5m の船で、スクエアリグのメインマストとガフリグの小さなミズンマストがあり、前部にジブがある。漁業は麻の流し網で行われ、通常は48枚の網をつなぎ合わせて、約1400メートルの長さになった。ニシンは船上で絞められ、塩漬けされ、樽に詰められた。漁獲は5月から10月にかけて行われ、通常は1～2回の漁が行われた。船倉がいっぱいになるまで帰れなかった。樽は海上で輸送船に積み替えられることもあった。足の速い貨物船であるイェーガーに積み替えられ、船倉が開けられ漁を継続した。
フランスの海峡漁師が使っていた高速漁船であるラガーは、1857年以降、それまでの比較的煩雑で不器用だったビュイーズによるオランダのニシン漁に革命を起こし、決定的な変化をもたらしました。ラガーはスピードが速いので、年間4〜5回の漁に出ることができた。また、重たい麻の網を木綿の網に変えることで、漁が格段にしやすくなった。網はかなり大きくすることができ、1隻のラガーに約70枚の網を載せ、船団の全長は約2000mにもなる。乗組員への給与制度が漁業の成功に貢献した。月給制に代わって、漁獲物の分配制度が導入された。船員の賃金は、熟練工とほぼ同じか、漁獲量が多ければかなり高いものであった。

#### ドイツにおける漁船の先駆者
中世以来、ドイツのニシン漁は主にシュライ川、エルベ川河口、ヘルゴラント沖などの沿岸で行われ、ニシンは、生または燻製で販売されていた。
ブイゼンを使った沖合漁は、1550年頃、八十年戦争のために移住してきたエムデンのオランダ人たちが行ったのが最初とされている。オランダの漁業は当時はデンマーク領で中立だったグリュックシュタットでも盛んに行われていた。しかし、1648年に八十年戦争が終わると、漁師たちは船とともにオランダに戻った。
1767年、デンマークのアルトナに、デンマークから補助金を受けたニシン漁の会社が設立された。1780年には28のブイゼンと3のイェーガーを所有していた。ナポレオン戦争では、イギリス軍がヘルゴランド港で18隻のアルトナのニシン漁船を拿捕し、アルトナのニシン漁船会社は終わりを告げた。
エムデンがプロイセン領になった後、1769 年にエムデンのニシン会社が設立された。船はすぐに55隻に増えた。しかし、ナポレオン戦争による大陸封鎖によって漁業も停滞し、その後ほとんど回復しなかった。エムデンの最後の漁船は1858年に売却された。

#### 最初の漁業会の設立から第一次世界大戦まで
オランダに続いて、1872年にエムデンにドイツ初のロガー漁業が設立された（Emder Heringsfischerei Aktiengesellschaft）。当初はオランダで購入した6隻のセーリング・ロガーが使用されていたが、1893年にはすでに25隻のセーリング・ロガーがエムデンから出航していた。エムデンのニシン漁はすぐに破綻の危機を迎えたが、プロイセン政府が無利子融資と直接補助金で大量に支援した。ロガー漁業は、その存続期間中、補助金に依存していた。補助金を出す動機が違っていたのだ。一方では、特に貧しい人々のために、塩漬けのニシンという安価な食材を提供することであった。一方、軍事的な目的も追求された。戦争になればすぐに回収できる、高い能力を持った船員がラガーで働いていた。彼らは特に戦時中の艦隊に配備され、ロガーは戦時中の補助艦として使われることになったのである。
こうして新たなスタートを切ったニシン漁は、国の補助金もあって、19世紀末にはいくつも設立された。1900年には、エムデン、ブレーメン・ヴェゲザック（ブレーメン・ヴェゲザック漁業組合）、エルスフレート、ゲーステミュンデ（現在のブレーマーハーフェン）、グリュックシュタットに、7つのニシン漁船会社があり、合計118隻のラガーがありました。第一次世界大戦の勃発までには13社に増え、1911年には284隻のラガーが最多となった。
エムダー・ヘリングスフィッシャライ・アクチエンゲゼルシャフト 1872年 ニシン漁業協同組合ノルデン／東フリジア 1888年  グリュックステッター・ニシン漁業会社 1893年  ブレーメン・ヴェゲザッカー・フィッシャリー・カンパニー 1895年  エルスフレス ニシン漁業 1896年  エムデン市ドーラートニシン漁業 1899年  エムデン市のニシン漁場「グロッサークアフュルスト」 1904年  ブレーカーニシン漁業 1904年  ニシン漁の空振り 1905年  ミッドガルド・ドイチェ・ゼーヴェルケールス-AG、ノルデンハム 1905年  ヴィスルギス・ヘリング・フィッシャリーAG、ノルデンハム 1907年  Norddeutsche Hochseefischerei AG, Bremerhaven 1907年  ブレーマ・ヘリングスフィッシャライAG 1911年
第一次世界大戦が始まると、ロガー漁は事実上停止状態に陥った。近代的なスチームロガーやモーターロガーは、軍事支援船として使われるようになった。このうち、57隻のロガーが戦時中に失われた。

#### 世界大戦の間
戦後、機雷の危険があったため、生き残った200隻ほどのロガー漁が本格的に再開されたのは1920年になってからである。しかし、その後、1932年までに旧式のセーリング・ロガーが完全に退役したため、100隻以上減少した。
ラガー漁業は常に国の補助金に依存していたが、第一次世界大戦の勃発により凍結され、1925年にようやく再開されました。ニシン漁の終焉の危機は、補助金の再開で回避された。この国家補助には、塩漬けニシンの保護関税、漁業保険料、ロガー船の改造や新造のための融資や建築融資の猶予や供与が含まれていた。1932年、雇用対策としてモーターロガー30隻を国費で建造し、借金と引き換えにニシン漁会社に渡すことが決定された。ナチスは1933年にもこの計画を継続した。独立のため、そしておそらく軍事的な考慮もあって、1934年にはさらに23機のモーターロガーを製造して拡大した。1935年には、フリートフィッシングと底引き網の両方で漁ができるコンビロガーが初めて配備された。
第二次世界大戦が始まった1939年には、ブレーメン・ヴェゲザック、レアー、エムデン、グリュックシュタットの4ヶ所に合計168台のロガーがあり、そのうち110台がモーターロガー、8台がコンビロガーであった。戦争が始まると、樵の漁業は再び停止し、近代的な船は海軍に徴用され、適宜改装された後、前哨基地、警備、掃海艇などに使用された。

#### 1945年以降、西ドイツにおけるニシン漁業の終焉まで
戦争中、45隻が失われ、9隻が売却やスクラップによって廃船となった。こうして、ロガー船団の最高かつ最も近代的な部分が失われてしまったのである。残った船のうち、老朽化したものが多く、使えるのは一部だけだった。1948年までに76隻のロガーが操業し、以下の漁業会社があった。
- エムダー・ヘリングスフィッシャライ・アクチエンゲゼルシャフト エムデン市
- ドーラートニシン漁業  エムデン市
- グロッサークアフュルストニシン漁場
- レアーニシン漁業
- グリュックステッター・ヘリングスフィッシャライ・アクティエンゲゼルシャフト
- ブレーメン-ベジサッカー水産会社

それ以前の数十年間と同様、ラガー漁業も国の援助に頼るようになった。1954年から1957年にかけて、ヨーロッパ復興計画による資金で新しいロガー船建造計画が実施され、ニシン企業は建設費の20％のみを負担すればよく、そのほとんどは融資によって賄われた。1961年に導入された老朽化したロガー船のスクラップ料と合わせて、船団の近代化が進み、比較的設備の整ったコンビロガーが建造され、塩漬けニシンだけでなく鮮魚も水揚げできるようになり、通年運航が可能になった。1963年以降、さらに4隻の近代的な船尾型ロガーが就航した。
しかし、1960年代に入ると、コンビやスターンといったロガーの新設計画や、漁獲ボーナスなどの国からの補助金にもかかわらず、以下の理由でロガー漁の衰退が止まらなくなっていった。
1.消費習慣の変化
冷凍魚の生産が始まると内陸部でも鮮魚の供給が可能になり。マリネや保存食に加工することでさまざまな商品を提供するようになったため、ニシンの塩漬けは保存食としての重要性を失い、他の魚製品との競争に敗れた。
2.他の漁業との競合
トロール船の近代化、遠洋網や巻き網などの高効率な漁具の導入により、従来の漁業よりもはるかに安価に魚を採れるようになった。
3.乱獲
こうした高効率の漁法は、明らかに再生産可能な資源量を上回る量のニシンを漁獲し、北海の資源を枯渇させる結果となった。1960年代末にはニシン漁の漁獲量が激減した。
4.人手不足
給与は固定給と歩合で構成されていたため、漁獲量の減少に伴い、船員の収入も大幅に減少した。また、陸上には定時で土日も休める高収入の仕事が十分にあり、ロガーに必要な有能な人材を確保することが難しくなっていた。
1969年にはリーア、エムデン、ブレーメン-ベゲザックのニシン漁業は廃業した。グリュックシュタットのニシン漁も倒産したが、その後、税制上の理由から一部を継続することになった。1975年、最後のロガーがグリュックシュタットに寄港し、1976年、グリュックシュタットのニシン漁業はついに清算されました。

#### 東ドイツのニシン漁

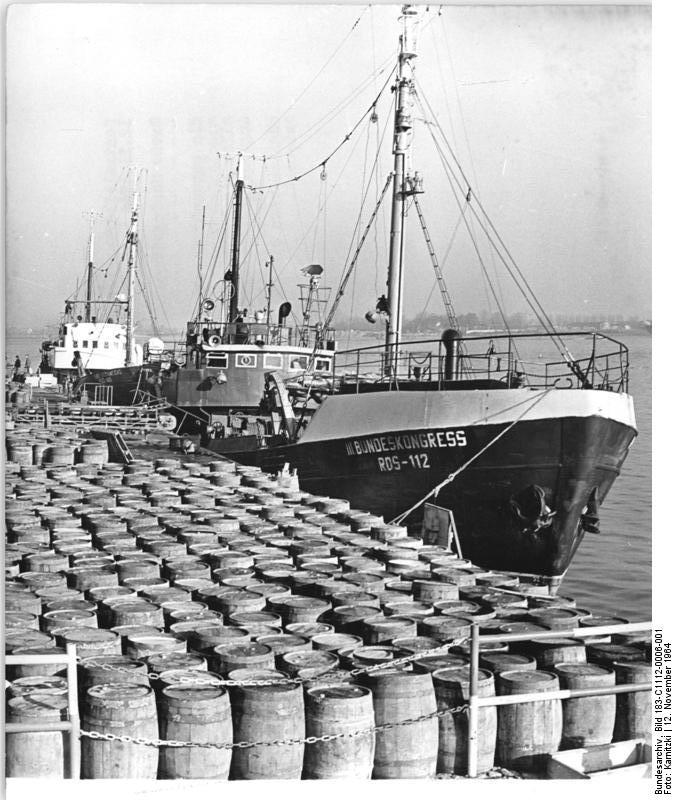
ロガー ROS 112 III.ロストック漁港のニシン樽と漁船、1964年

1950年代から1960年代初頭にかけて、東ドイツのさまざまな造船所で多数の漁船が建造された。ソ連への賠償義務の一環として、1,000台以上のロガーが建造されたが、東ドイツの漁業で使用された漁船は35隻だけだった。
東ドイツの深海漁業は、1950年にロストック市議会の提案により、エルンスト・ハインケル航空機工場の跡地を利用したのが始まりだった。1956年には、港の流域、魚屋、修理工場、供給施設など、深海漁業に必要なインフラ設備が整備された。1950年、VEB Hochseefischerei Rostockが設立され、同年、最初の9台のロガーが稼働を開始した。1952年、VEB Fischkombinat Rostockと改称したコンバインは、すでに上記の35隻のラガーを保有していた。1967年まではわずかな変化しかなかったが、その後、西ドイツの伐採漁業の衰退と同時に、1967年から21隻（1968年）、8隻（1970年）と減少していった。この8隻は1978年まで残り、1981年に最後のラガーが廃船となった。
東ドイツのロガーは底引き網で漁をし、時には船団と一緒に漁をすることもあった。新鮮な魚と塩漬けのニシンの両方を水揚げすることができた。西ドイツの開発と比較した場合の特徴として、アウグスト・ベベル・ラガーは当初、巻き網漁の実験用ロガーとして設置され、実験漁に成功した後、1967年にはさらに8隻のラガーが巻き網用ラガーに改造されています。
FRGのロガー漁の最後の発展である船尾ロガーの使用は、GDRの漁では踏襲されなかった。しかし、Fischkombinat Rostockは、1965年から68年にかけて建造された16隻のNordsee frost trawlerで船尾型ロガーと同じサイズ（49m）とエンジンパワー（1000馬力）の船を持っていました。

### 船型の開発

#### セーリングロガー

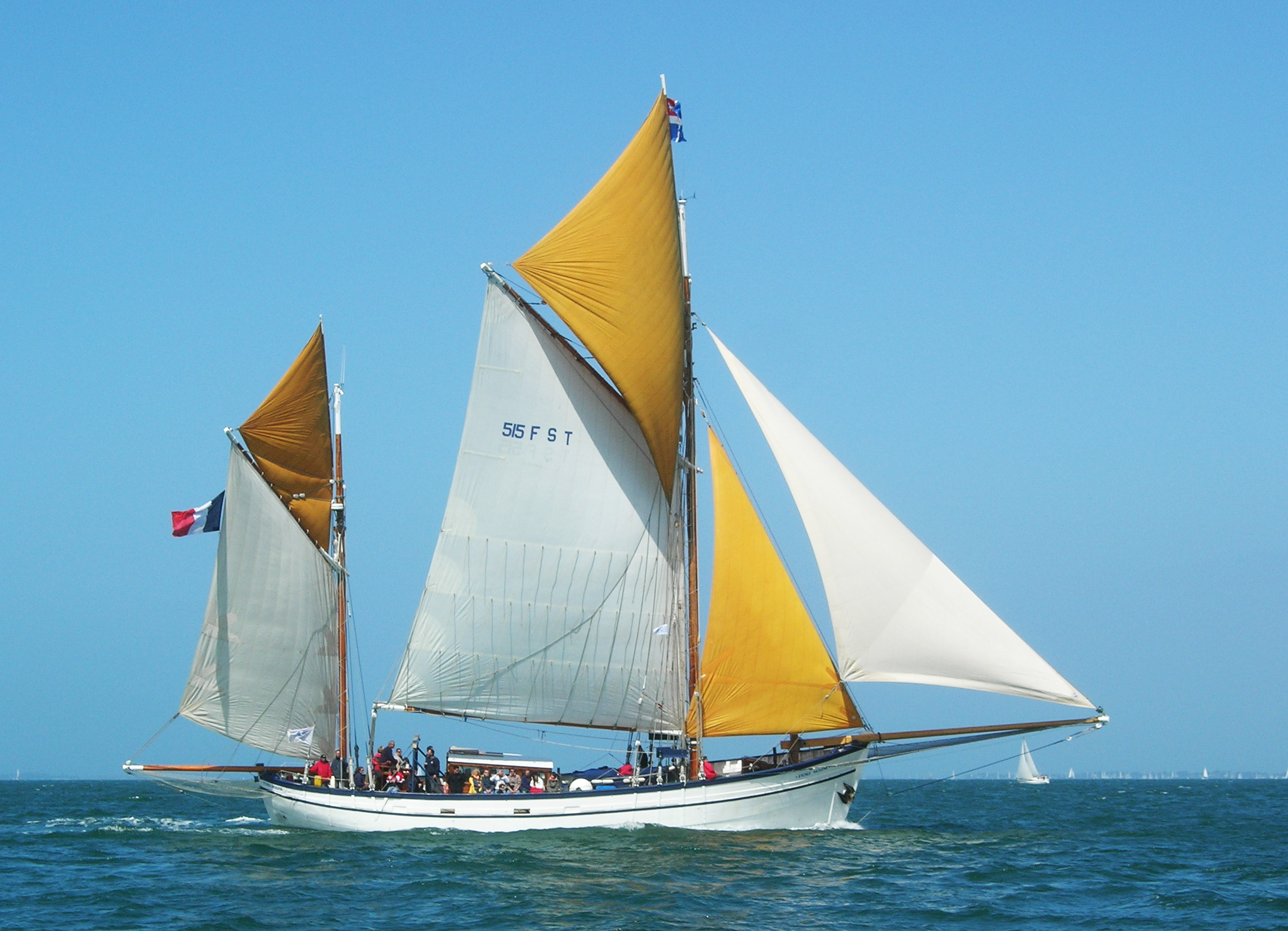
ガフセイル付きケッチエトワールモレーヌ

オランダが導入したセーリング・ロガーは、全長22.5m、幅5.9m、高さ2.85m、容積239立方メートルであった。ケッチにガフセイルを張ったものである。メインマストを折り畳むことができるので、ロガーは漁をするとき船団の後ろにとても静かに横たわることができる。積載量は約400カンチェだった。通常、船長、操舵手、2人の少年（avhauerとreepschießer）、3人の軽水夫（うち1人は最年少）、7人の水夫の14人で乗船していた。軽水夫の一人はコックも兼ねていた。

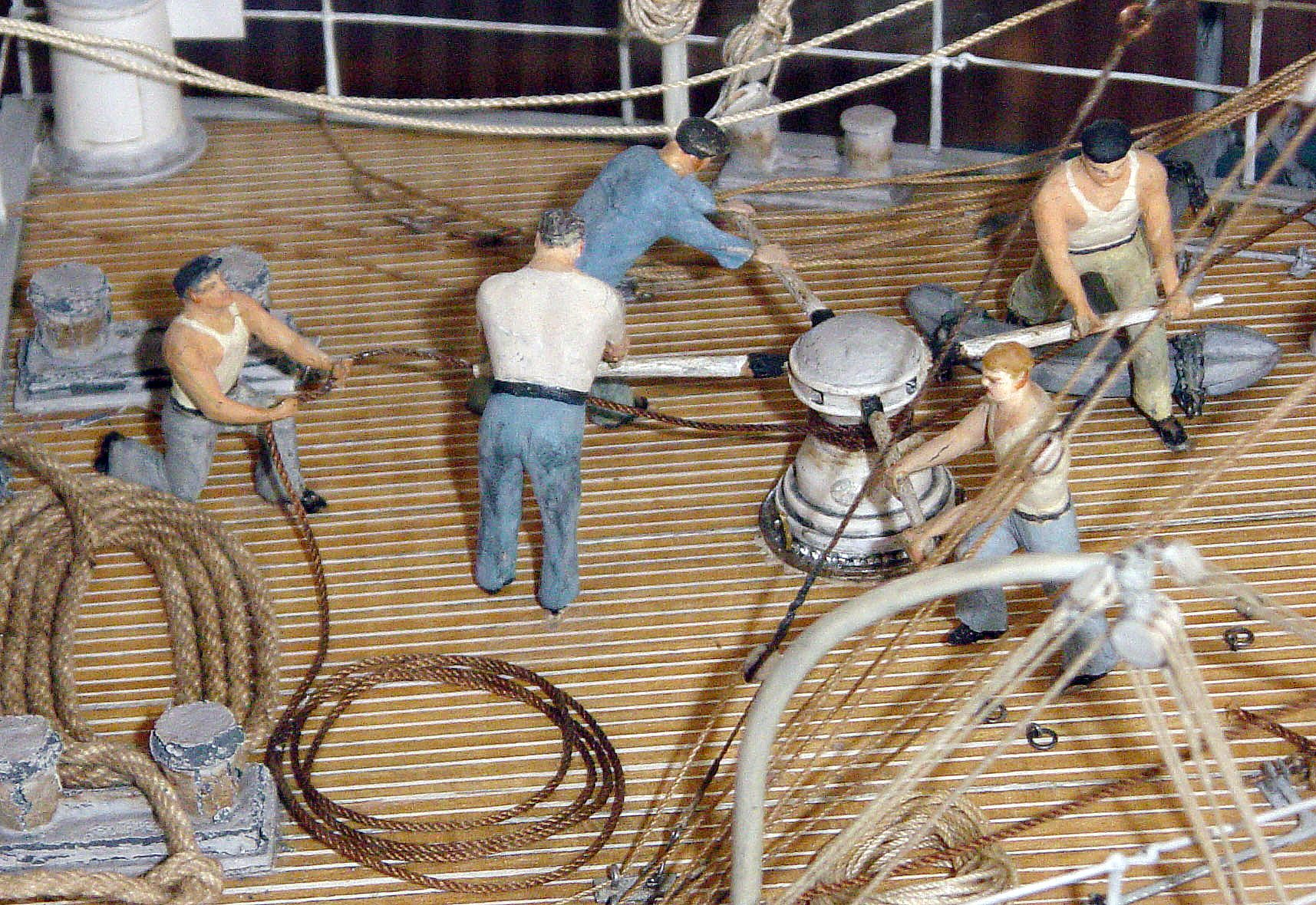
作動中のキャプスタンの模型

1900年頃、ドイツでニシン400カンチェを収容する木製帆船ロガーは、蒸気ウインチなし、網装置なしで25,000マルク（現代の価格で167,000ユーロ）、網は長さによって10,000〜15,000マルク（現代の価格で67,000〜100,000ユーロ）で購入できたと言われている。帆船ロガーは1914年までドイツのニシン漁の標準船であり続け、最も重要な技術革新は蒸気キャプスタンの導入であった。それまでは、人力のキャプスタンを使って4人で網を巻き取っていたが、スチームキャプスタンを使うことで作業が大幅に楽になった。しかし、網の長さもかなり長くなり、網を100枚使って全長3,000メートルのの漁が行われるようになった。

#### 補助蒸気駆動式ロガー
1896年、漁船設計のコンペに、ウォルター・ラースによる補助エンジン付きニシンラガーの設計が提出された。全長24.5m、幅6.4m、高さ3.2mと、帆船ラガーと大差ない大きさである。450カンチェと25バレルの食料を運ぶことができた。スチームラガーと呼ばれるこの船は、鋼鉄製で70馬力のエンジンを搭載していた。積載量を増やすために、ロガーの寸法はすぐに28mに拡張された。船団の後ろに寝かせると、メインマストだけでなくファンネルも下げることができる。
この頃、最初の蒸気ロガーは56,000マルク（現代の価格で369,000ユーロ）、そのうちエンジンは15,000マルク（現代の価格で99,000ユーロ）であった。その最初のロガーである「ヴェレ号」は、1901年に建造された。1901年、ブレーメン・ヴェゲザッカー・フィスチャライ・ゲゼルシャフトのためにブレーマー・ヴァルカンで建造番号448として建造されたものである。乗組員はさらに2人増え、16人になった。さらに、蒸気機関車の整備をする機械工や、乗組員に食事を提供するコックなども新たに加わった。
スチームラガーは、実は古典的な帆船ラガーに補助エンジンをつけたものだったとはいえ、悪天候の中でも素早く漁場に到着し、必要に応じて補助を受けながら網を展開・回収できるようになったため、効率は大幅に向上した。

#### 機帆船ロガー

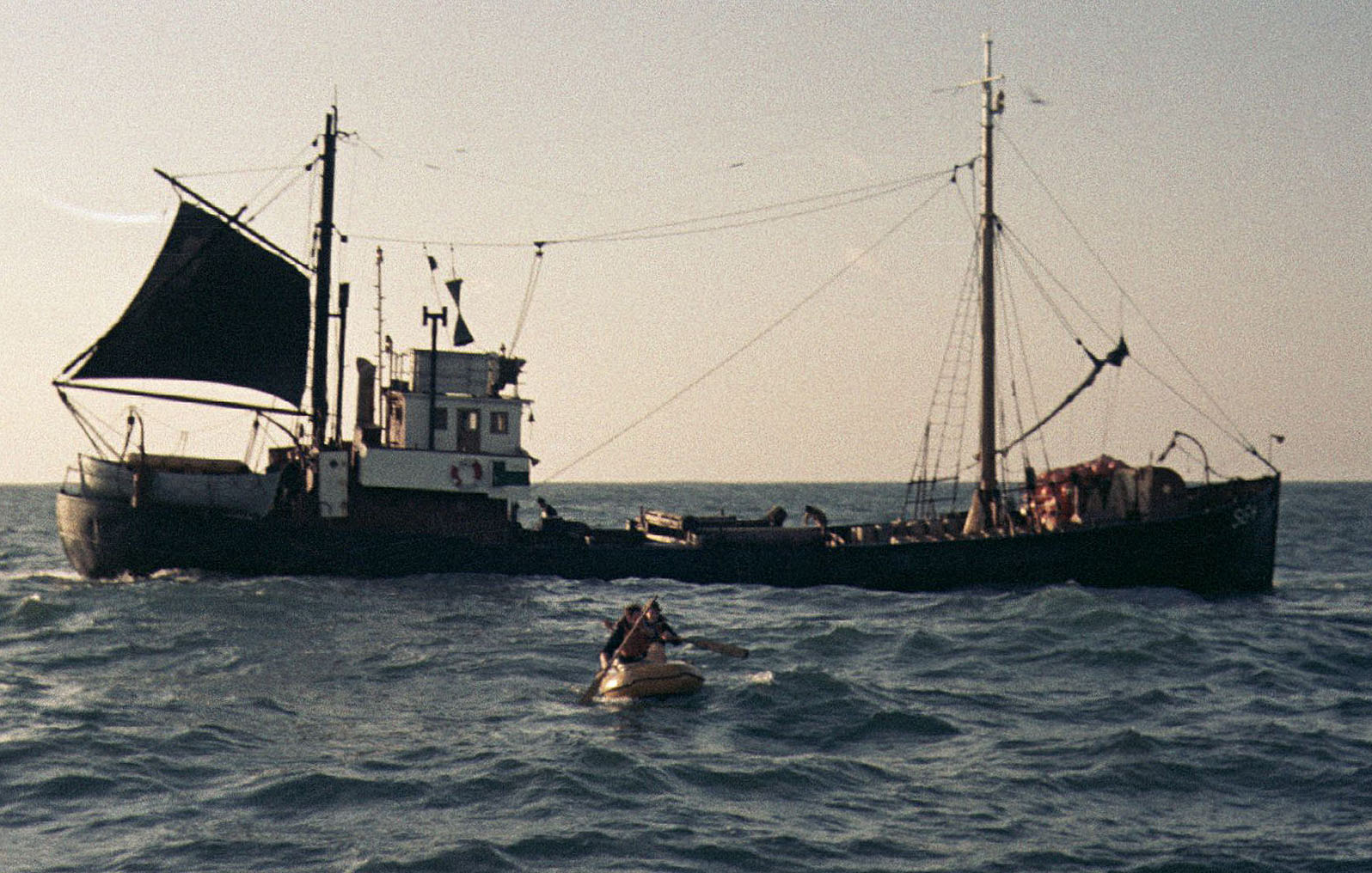
モーターロガー バルダー SG4

1902年、ディーゼルエンジンを搭載した最初のロガーが進水された。推進システムの問題から、ディーゼルエンジン搭載のロガーは1911年まで製造されなかった。1933年から34年にかけて、政府の雇用創出策の一環として製造されたロガーは、全長30m、エンジン出力150馬力であった。1000カンチェを積むことができ、速度は約9ノットであった。また、ヘッドセール、メイン、メイントップセール、ミズン、ミザントップセールなど、約210m2の帆面積を持つケッチ型のセールを備えていた。
ニシン漁船が漁ができるのは5月から12月の限られた期間だけだったので、1900年頃のゲーステンデのニシン漁では、1月から5月までは鮮魚の捕獲に、5月から12月までは塩ニシンの捕獲と処理に5隻の漁船を使用していました。この例は、1936年にエムデンの造船所シュルテ＆ブルンスが全長34mの複合ロガー船の建造の基礎としてこの運航方式を採用するまで、他のラガー漁業に追随することはなかった。流し網とニシン底引き網の両方で漁をすることができた。1,200〜1,400kantjesの容量、500馬力のディーゼルエンジン、船首舵、エコーサウンダー、方向探知機、ラジオシステムを備え、高速（10ノット）で多目的な近代的漁船であった。戦後、ラガーは再び42mに大幅に拡大され、より強力なエンジンとプレウガー・アクティブ・ラダーが与えられた。大型の保温式鮮魚棚を備え、一年中漁ができるようになった。船団漁業のため、ミズンの支持帆はまだあった。

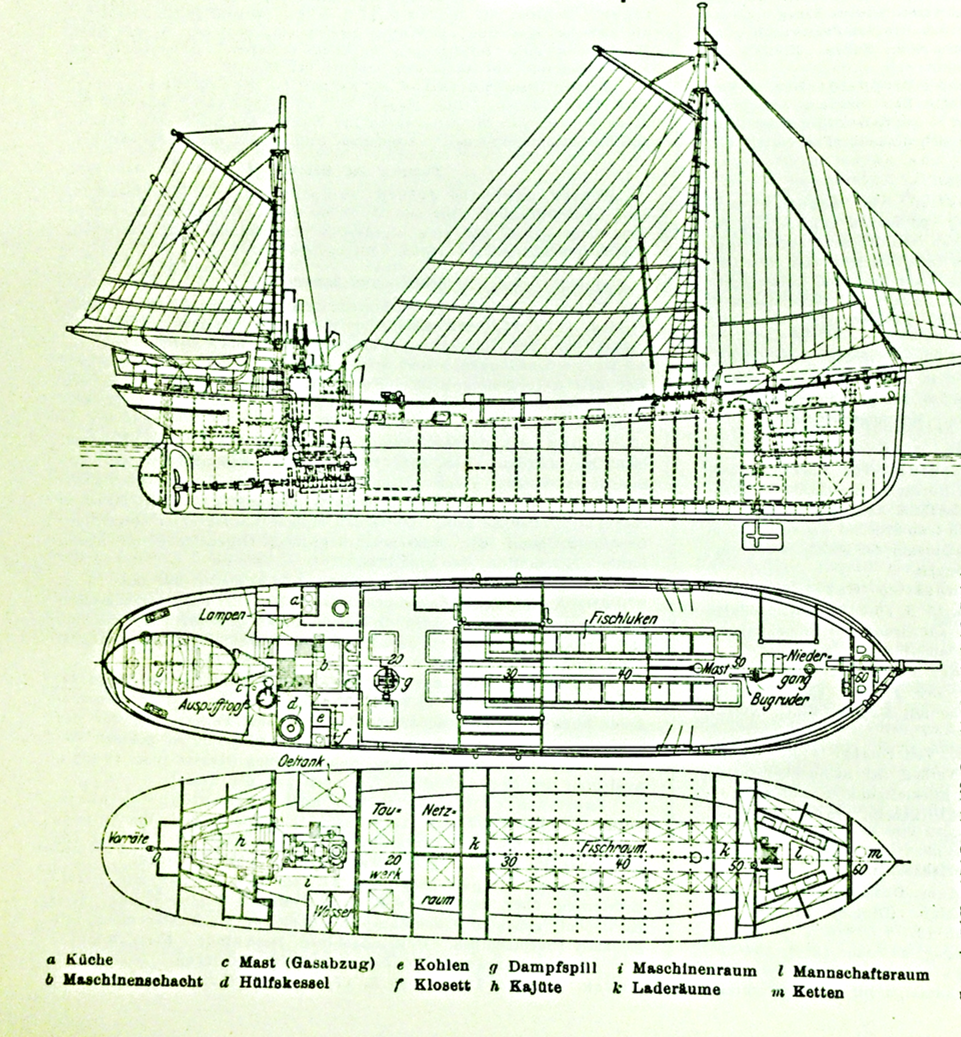
ヘリング・ラガー「ヴォータン」、建造番号264、1912年にフレリッヒスヴェルフトからブレーメンのフィスチャライ社に引き渡された。

#### リアロガー

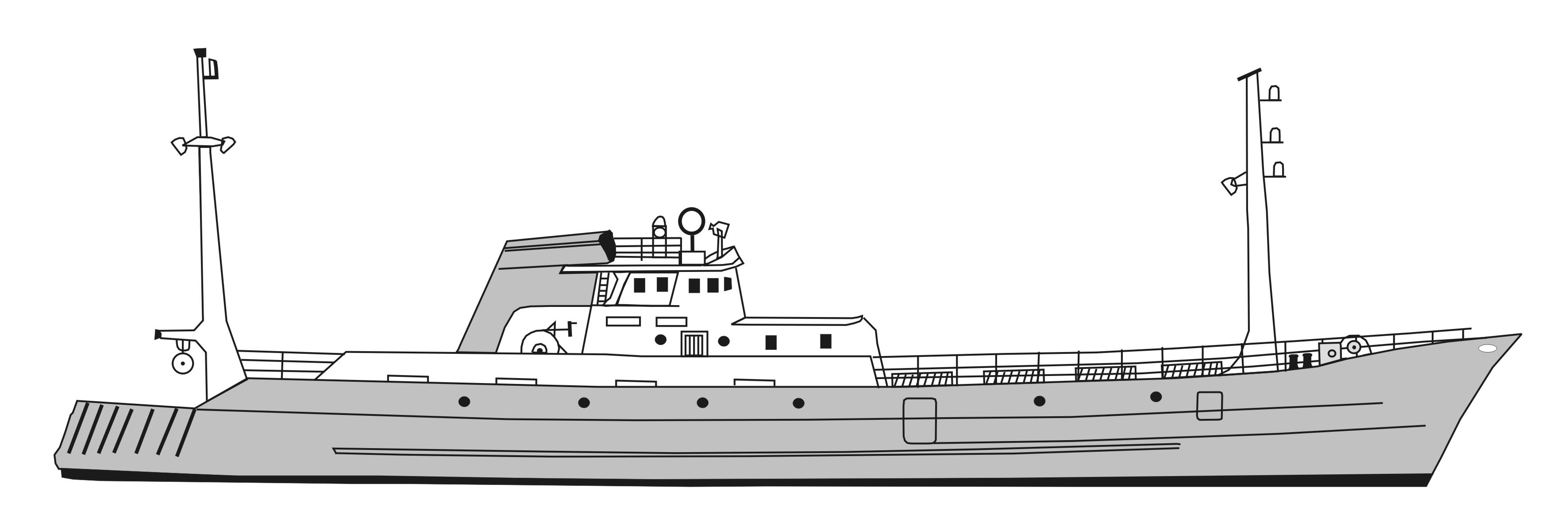
ヘックロガー・ミリー・エケンガ、SG1、グリュックシュタット、1966年

最後に就航したのは、新型船尾ロガーである。これらの船では、ネットフリートは使われなくなった。トロールは船尾からセットして引き揚げました。底引き網と比較的大型の浮遊式トロールの両方が使用できる。ブレーメン・ヴェゲザッカーニシン漁業会社は3隻（Lesum, 1963, Hamme, 1965 and Wümme, 1965）、グリュックステッターは船尾トロール1隻（Milly Ekkenga, 1966）を受領した。船の長さは49mで、エンジンは1000馬力だった。ニシンの塩漬け、鮮魚、冷凍魚の生産が可能であった。乗組員は20人だった。
行動半径が大きく、速度が速く、トロール力が強いため、より大きな底引き網や遠洋浮遊式トロール網を使用できるため、漁獲高が大幅に向上すると期待されていたのである。しかし、北海のニシン資源が激減したため、実現には至らなかった。慣れない仕事（船の中で、組み立てられたラインの上に立って漁獲物を処理する）、漁獲量の少なさによる収入の低さから、船には有能な人材を配置することが非常に困難であったのです。
ピアレビューでは、この種の船はこれ以上造らない方が良いと勧告された。1年間経済的に操業するためには、北大西洋の古典的なラガー漁場以外の、より遠隔の漁場で漁業を行う必要があるのです。しかし、そのためには、海の特性は十分とは言えなかった。結局のところ、これらの船舶がコスト的に運用できるとは思えなかった。

### 造船業

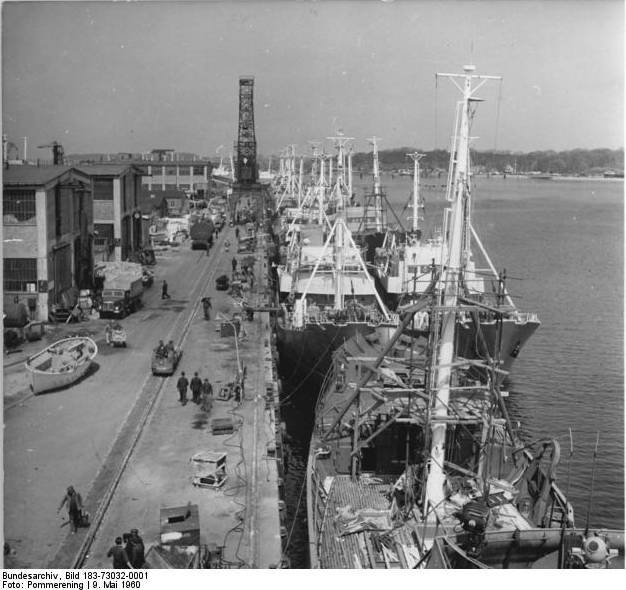
世界最大のロガー＆トロール船工場がシュトラールズントに建設された。1960年当時の嵌め込み式岸壁の様子

ブレーメン・ヴェゲザッカー・フィスチャライ・ゲゼルシャフトは、ブレーマー・ヴァルカンとともに、ラガー推進機の開発のみならず、ラガーシリーズの製造においても、ドイツにおける重要な先駆的仕事をしたのである。ロガーを造らないドイツの造船所は、数えるほどしかなかった。
ブレーメン・ヴァルカンの最初の15年間で、49隻のニシンラガーが同地で進水し、そのうち41隻は近隣のブレーメン・ヴェゲザッカー・フィッシャレイ・ゲゼルシャフトのために、残りは他のドイツのニシン漁会社に引き渡された。ラガー建造の他の重要な造船所は、アベキング＆ラスムッセン、C・リューリング、ウンターヴェーザー造船所、G・ゼーベック、エルスフレター造船所、フリヒス＆カンパニー（F・C）。Nobiskrug、H. C. Stülcken Sohn、Meyer Werft、Junge Werft。
リベット式ラガーは、東ドイツで合計390台が生産された。3つの造船所SAG Neptunwerft Rostockは179隻、VEB Elbewerft Boizenburgは161隻、VEB Roßlauer Schiffswerftは50隻のラガーを生産しました。一方、溶接技術によるラガーは615台、そのうち588台がVEBフォルクスワーフト・シュトラールズントで生産された。 溶接技術の大幅な革新と断面構造の一貫した適用により、いわゆる「サイクル工程での流れ生産」による工業生産シリーズへの移行が実現し、1957年にはラガーだけでも100台を超える生産が行われた。

### 釣りのテクニック

#### フリートフィッシング

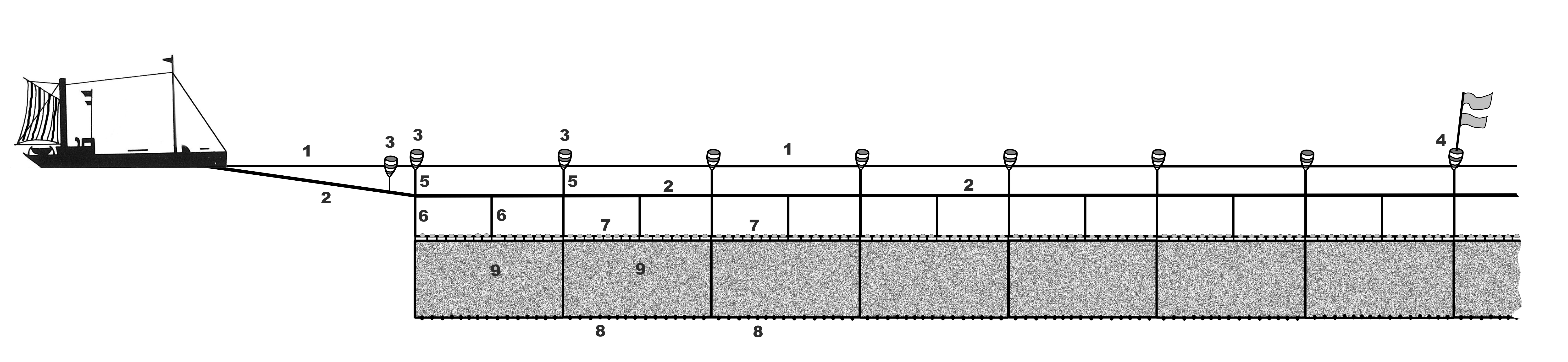
ヘリングフリート 1: 水面 2: フリートリープ 3: ブレイル 4: ヨナス（フリート終了時、約15枚のネットの各クオート後） 5: ブレイルタウ、6m 6: ザイジング、8m 7: フロートリープ（コルク）とシュタレン 8: ウンターワント、リード 9: ネットまたはシュラウド、15×30 m

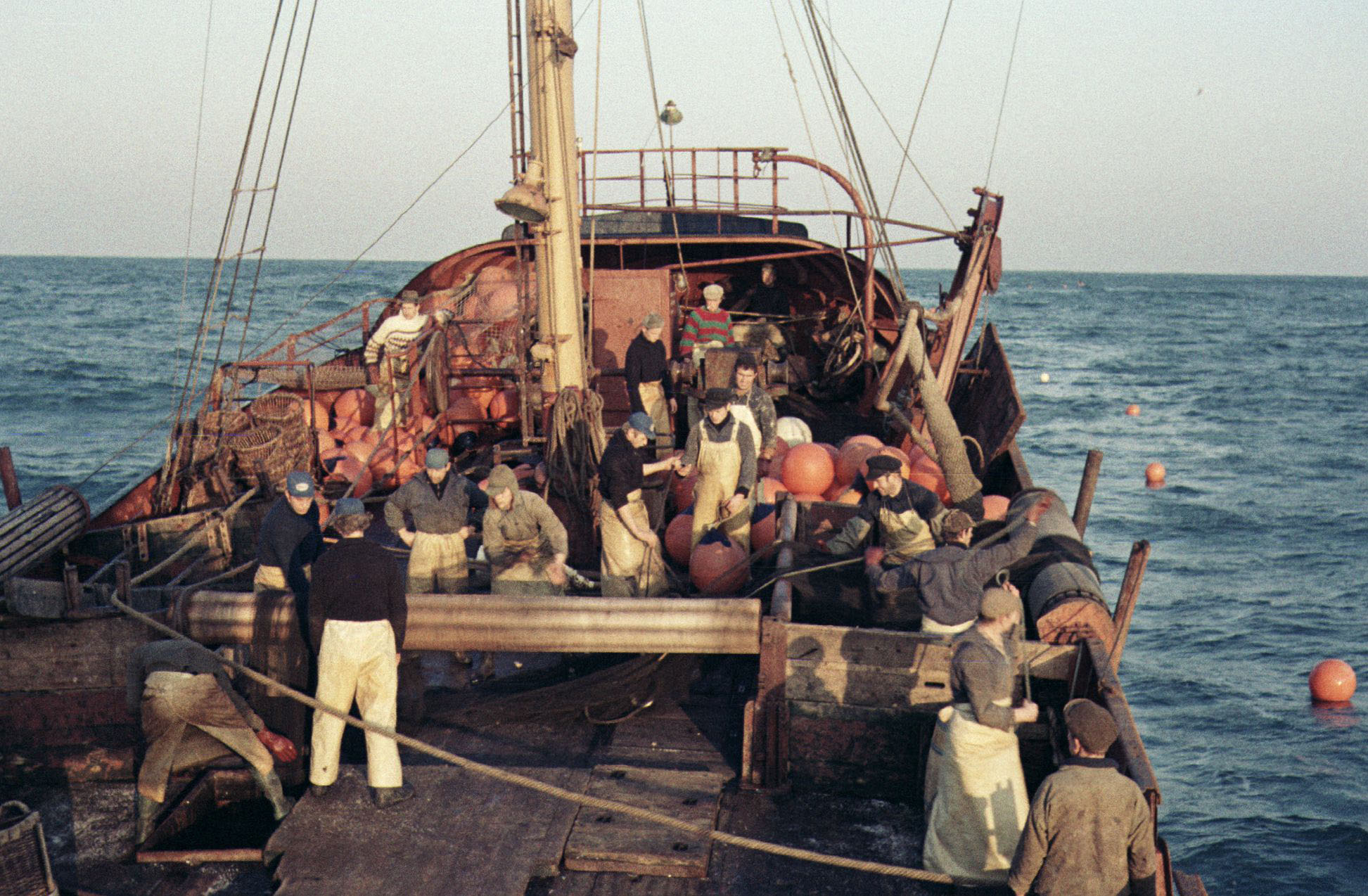
サックスノ SG7 コンビロガーでのネットフリートの様子

元々、ニシン漁師はニシンをサイズ選別の流し網で漁獲していただけだった。ニシン漁に使われる網はまだ麻でできていたが、ラガー漁ではより軽くて扱いやすい綿が使われるようになった。網を丈夫でかさばらないようにするために、亜麻仁油となめし剤のカテキューを染み込ませた「なめし」が行われたのだ。70枚の網で構成されるネットフリートの価値は、1890年頃には1万マルク程度だった（現代の価格で6万5000ユーロ）
ドイツの遠洋漁業の出現に伴い、19世紀末には多くの網工場が設立され、最大のものはイッツェホにあった。綿の網を作ることはあっても、それを自分たちで含浸させることは通常行わず、オランダで行われていた。一方、使用済みの網の再浸透は、伐採会社の農場で行われた。使用済みの綿の網がプラスチックの網に変わったのは、1960年代に入ってからである。
一枚の網は長さ30m、深さ15mである。上端にはコルクを編み込んだスペレップという縄があり、下端にはリードがあり、網は水中に壁のように立っていた。最初のラガーは70枚、蒸気キャプスタンの出現で100枚、モーターラガーでは120枚の網が張られ、「船団」を形成していた。
ドイツ船団をセットする際、網は5cmの太さの連続した麻縄、フリートリープにいわゆるツァイジゲンで取り付けられ、同時にフリートリープの個々の網に1つの浮力体、ブレル（後のプラスチック製空気ブラダー）が取り付けられました。スコットランドの船団では、網の下にフリートリープが配置されていた。一定の間隔で、ブレイルやバブルに代わって、ポールとペナントが付いたブイ「ジョナス」が設置され、船団の航路がより見やすくなったのである。
ニシンは昼行性で移動し、夜間に表層付近まで上昇する。したがって、この船団漁業は純粋な夜間漁業であった。昼過ぎにゆっくりと後進しながら網を展開し、夜半過ぎに引き揚げました。曳航の際、フリートリープはキャプスタンで巻き上げるが、網自体は乗組員が手で引き寄せ、ニシンは引き揚げる。そして、獲物を屠殺し、塩漬けにして樽に詰め、貯蔵していたのである。

#### トローリング
19世紀末までは、トロール漁の定番といえば、ビームと呼ばれる大きな棒で網を開くビームトロールであったが、19世紀末になると、このビームトロールが姿を消した。世紀末の少し前、オッタートロールが発明され、短期間でトロール漁に革命をもたらした。さらに、1920年頃には、より小さなメッシュサイズのニシン専用トロール網が開発され、垂直のオッターボードが追加されるなど、さらなる改良が加えられた。後者は、網の目を大きくして、底より高い位置にいる魚も捕らえることができるようにしたものである。高さのあるせん断板ライン、いわゆるアンテナは、魚を下方に誘導して網に入れるという、さらなる恐怖を与える効果があった。

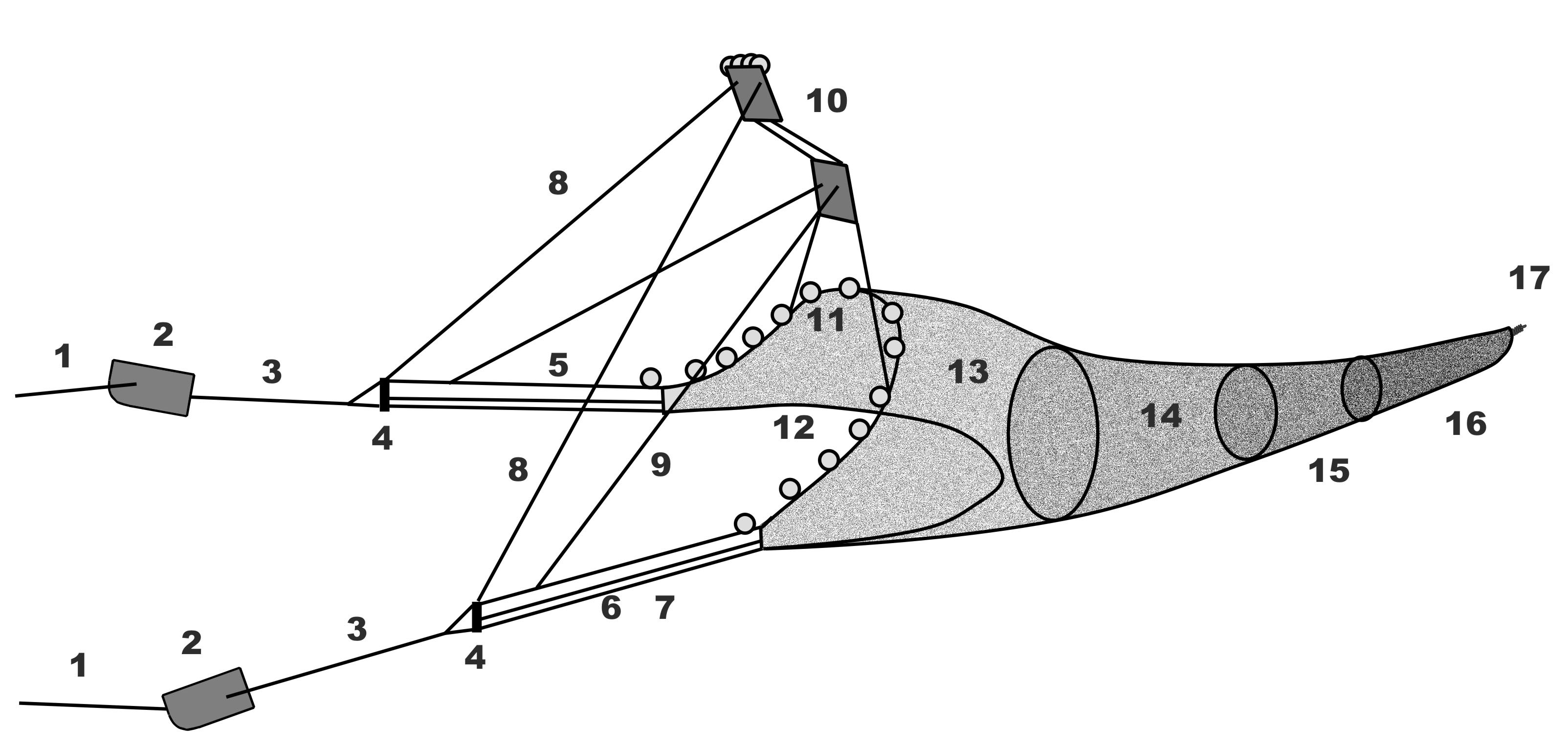
ロガー漁業（コンビロガー）のニシン底引き網漁業1：カールライン 2：シャーボード 3：イェーガー 4：ビレットコックスポット付き 5：ヘッドラインステイ 6：ラッシェンスタンダー（中間） 7：ボトムステイ 8：ロングアンテナ 9：ショートアンテナ 10：第1、第2ハイトシャーボード 11：浮き玉付きヘッドライン 12：ボトムロープ、チェーンで重し 13：スクエア 14：ベリー 15：百目片、トンネル 16：ステルト 17：コッドライン

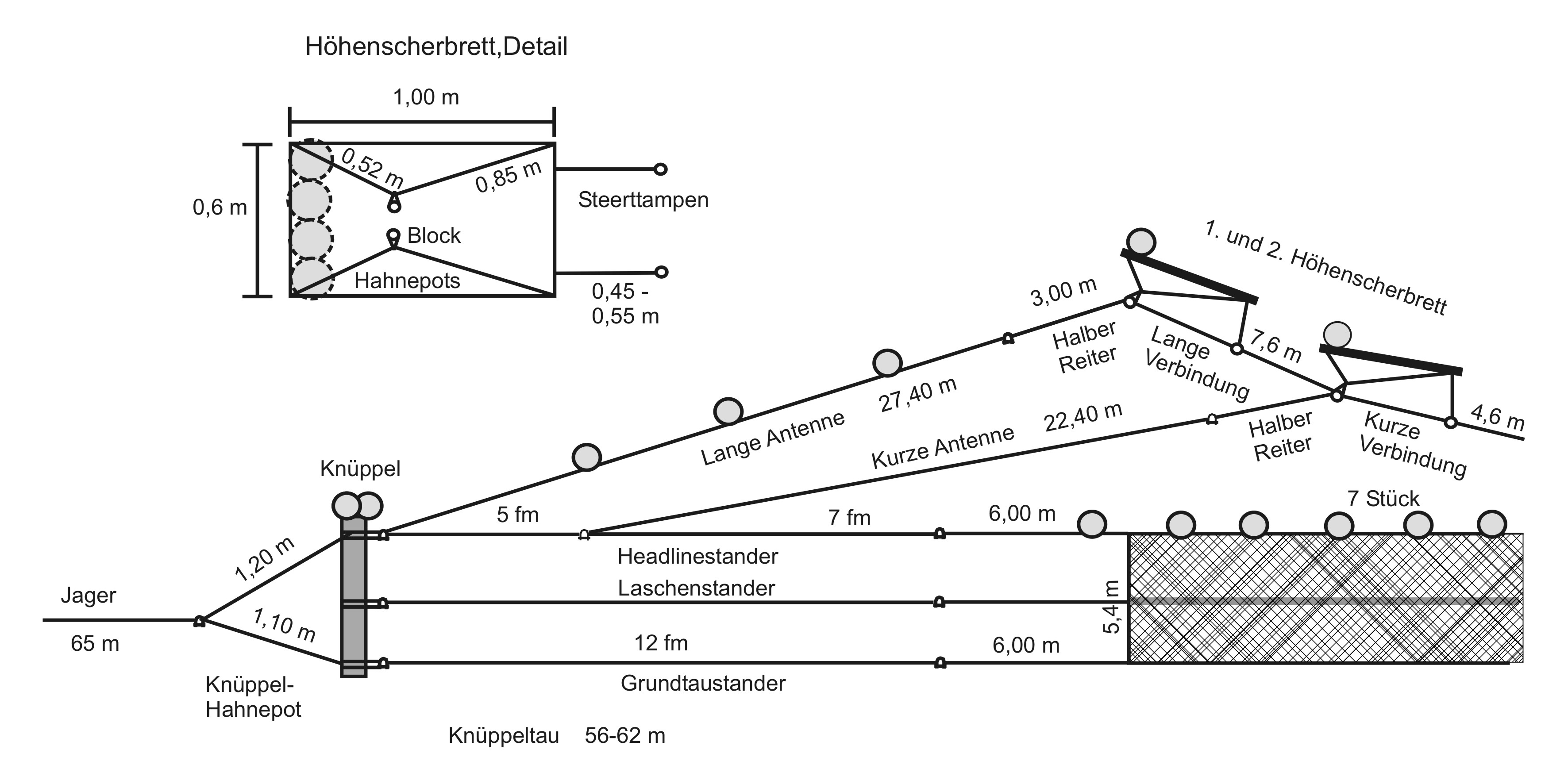
ニシン底引き網の構成と寸法

1900年にはすでにトロール船と底引き網でニシンを漁獲し、塩漬けニシンに加工するか生で水揚げするというゲーステミュンデのニシン漁業の例は、他のラガー船も追随しましたが、コンビ・ラガーの導入は1936年頃からでした。 これらのラガー船には、ブリッジ前部にウィップラインウィンチ、右舷側前後にブームを装備していました。ネットはフォアハーネスとハイトシヤーボード、サイドシヤーボード、カーラインの一部を含むスターボード上の横流しにセットされた。そして、船は漁具を船の後ろにつけるために船首を出した。船尾の絞首台では、2本のラッシングラインをスリップフックで結合し、このようにして網を曳航した。引き揚げも、右舷の上から逆の順番で行った。漁獲量が多い場合は分割して使用する。つまり、坑道から数回に分けてコッドエンドを満たし、結んで甲板に持ち込む。

#### 遠洋漁業

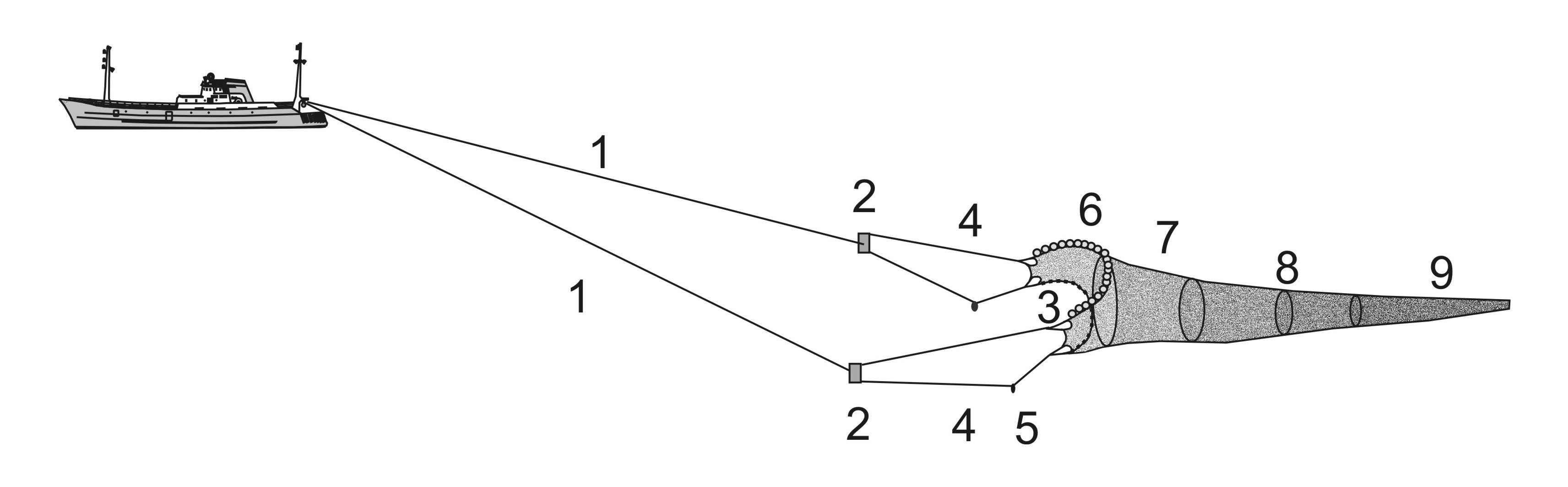
遠洋底引き網漁業1：延縄 2：オッタートロール 3：底延縄（チェーン） 4：イェーガー 5：錘 6：浮力球付きヘッドロープ 7：プレネット 8：トンネルとベリー 9：コデンド。2隻によるペアトロールでは、オッターボードは省略されます。

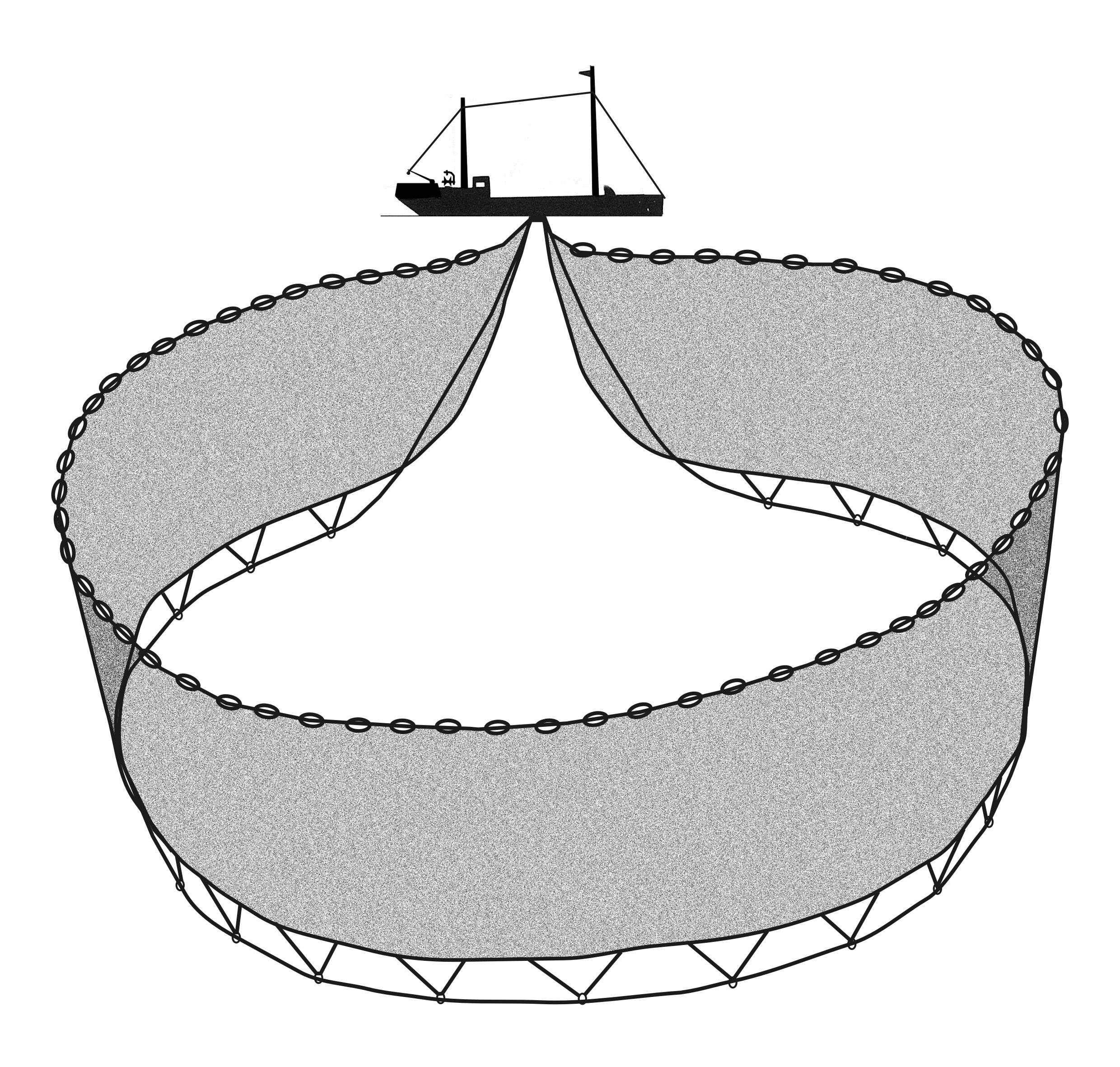
まき網

1960年代には、底引き網に加え、遠洋浮遊式トロールが原木漁業に使用されるようになった。この大きな網を曳航するには、コンビロガーの曳航力だけでは不十分なため、2隻の船でチームを組んで曳航した。一方、船尾ロガーは、遠洋漁業の網だけを使うこともできる。ペアトローリングでは、2つのコンビロガーの間に必要な距離があるため、網の横方向の開きが確保され、ヘッドロープは多数の浮力球を備えているため上方に開き、ボトムロープは鎖または鉛で重みをつけて下方に開きます。曳航は3〜4ノットで行い、曳航時間は約3時間でした。船尾のロガーの遠洋シヤーボードが横方向の開口部を確保した。網の地上からの高さは、船の速度と曳索の長さでコントロールすることができる。
魚を効率よく捕獲するためには、魚の群れの位置をできるだけ正確に把握する必要があった。しかし、コンビロガーにはエコーサウンダーと魚群拡大鏡があるだけで、大型遠洋漁業トロール船で使用されているアドバンスソナーや、網の高度や網で検出した漁獲物を監視するヘッドロープのソナーなどは搭載されていなかった。

#### まき網漁
1960年代、巻き網漁は学校魚の漁場として最も有効な漁法でした。遠洋漁業や進化し続けるフィッシュソナーとともに、特に北欧の漁業では記録的な漁獲量（ほとんどが魚粉に加工される）を達成したが、同時に魚資源の乱獲を招き、ついには崩壊に至ったのである。1日の漁獲量は400トン以上と報告されており、これは従来の船団記録計の半年分の漁獲量にほぼ匹敵する。
西ドイツのラガー漁業は、このような展開にはならなかった。東ドイツでは、1967年に8隻のニシン漁船が旋網漁船に改造された。1981年に最後の1台が現役を退いた。

### 海での魚の加工

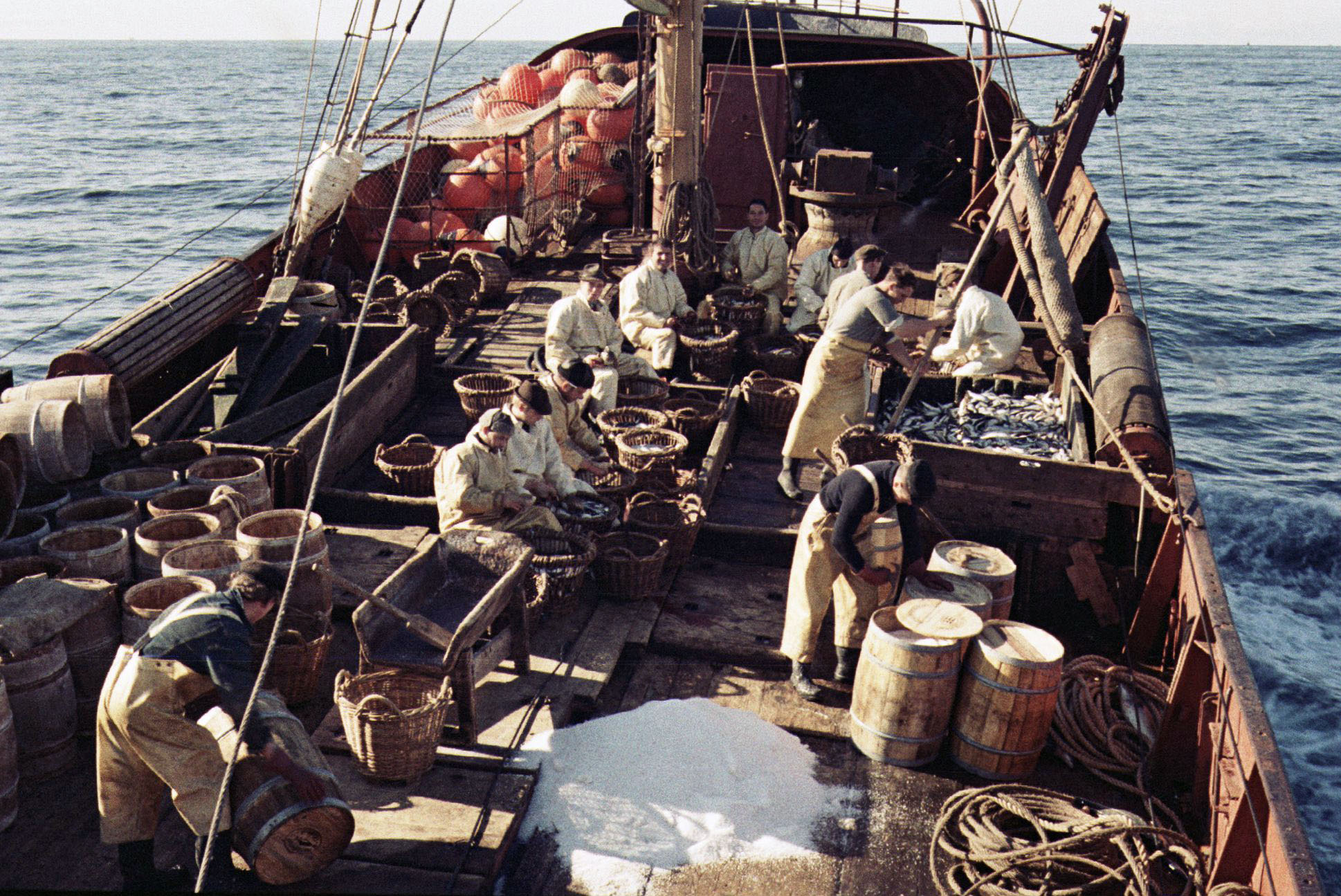
獲れたてのニシンを船上で捌いて塩漬けにする

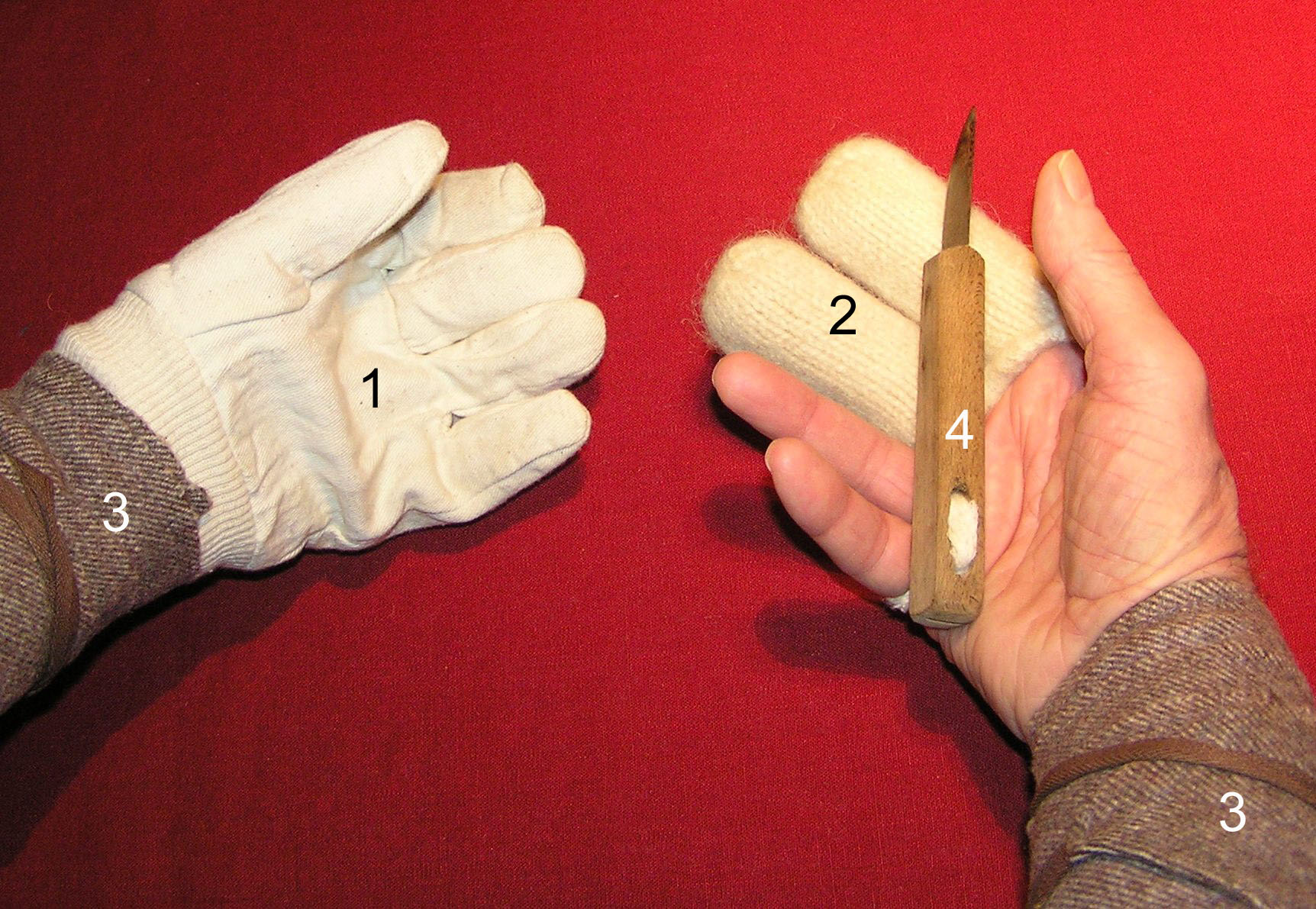
1966年頃、グリュックシュタットのラガー船Saxnot号で常用していた捌く道具の使い方。1：左手の保護とペググリップのためにスローターグローブを使用します。2：右手の人差し指と中指の怪我を防ぐためのフィンガーコット。3：オイルスキンでの擦れから手首を保護するリストバンド。4：スロートナイフ（カケメッサー）、右手薬指と小指用の固定ストラップ付き。

塩漬けニシンの生産では、海で獲れたニシンをすぐに捌いて塩漬けにした。ニシンを捌いて内蔵を出すのには刃渡りの短い専用の「カケメッサー」を使い、エラ蓋の裏に一気に刺し、エラ、前腸、胃、そして心臓を取り出し、ニシンの血を抜く。生殖腺だけでなく、中腸腺や残りの腸も魚の中に残り、中腸腺の発酵物は塩漬けニシンの熟成に大きく貢献する。塩漬けは、ウォーバックという一端が開いた簡易ベッドで行われた。捌いたニシンを籠に入れ、ワルバックで必要量の塩と混ぜ合わせ、樽に何重にも詰め込んで収納した。ニシンの塩漬けの場合、魚と塩の比率は、ハード塩漬けで5：1、マイルド塩漬けで9：1であった。
漁獲量が多いときは、操舵手、コック、機械工など乗組員全員が作業に携わった。熟練した人なら1時間に1〜2カンチェの塩漬けニシンを作ることができた。

### 陸上作業

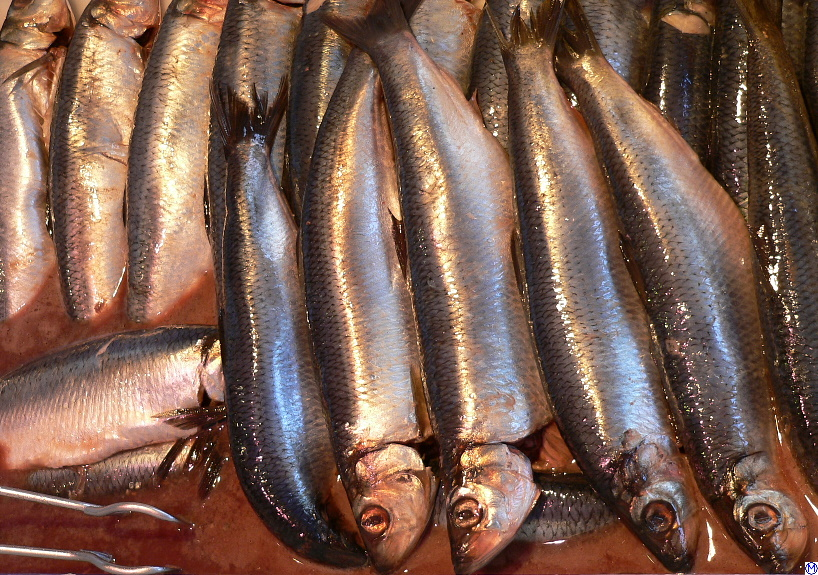
樽から出したばかりのマチェ全体

ニシン漁業では、船員2人に対して陸上職員が1人程度でした。一方、水揚げされたニシンの海苔巻きや塩焼きは、すぐにでも販売できるように加工されていた。そのために、ニシンを大きさや質によって選別した。選別されたニシンは、何層にも重ねて樽に詰められ、保管されたり、魚商に引き渡されたりした。塩漬けにすることでニシンの重量と体積が減少し、海上で詰めたカンチェの内容量は約0.8陸カンチェになった。
漁船は陸上にあげて整備して装備を整えた。鍵屋や鍛冶屋があり、ペンキ屋や電気屋も雇われていた。ブレーメン・ヴェゲザッカー・フィスチャライ・ゲゼルシャフトは、船の修理のための浮きドックも持っていた。カンテジを製造・修理するためのクーパレッジがあった。ネットフリート用のプラスチック製空気入れが導入される前は、クーパーはネットブイ、ブレール、ジョナスも作っていた。使用済みの網や帆の修理やメンテナンスのために、網や艤装、帆の製造工場があり、流し網の再浸透のために、いわゆるタアネライがあったのである。ヘクタールの乾燥ヤードで、大きな棚に網を並べて乾燥させた。

### 文学作品
- Anja Benscheidt, Alfred Kube: Hochseefischerei. Bilder aus einer vergangenen Arbeitswelt (= Geschichte in Bildern. Band 1). Wirtschaftsverlag NW, Bremerhaven 1996, ISBN 3-89429-757-3.
- Wilfried Brandes (Hrsg.): Logger-Jantjes. Die Bremen-Vegesacker Fischerei-Gesellschaft und der Heringsfang. 2. Auflage. Edition Temmen, Bremen 1996, ISBN 3-86108-257-8.
- Christian Grotewold: Die deutsche Hochseefischerei in der Nordsee (= Bibliothek der Technik und Industrien. Band 9, ZDB-ID 536295-7). E. H. Moritz, Stuttgart 1908.
- Gerhard Köhn: Seegekehlt & seegesalzen. Loggerfischerei vor der deutschen Nordseeküste. Zur Erinnerung an die vor 100 Jahren gegründete Glückstädter Heringsfischerei. Mocker & Jahn, Soest 1994, ISBN 3-87902-800-1.
- Peter Kuckuk, Hartmut Roder, Günter Scharf: Spanten und Sektionen. Werften und Schiffbau in Bremen und der Unterweserregion im 20. Jahrhundert. Steintor, Bremen 1986, ISBN 3-926028-03-3.
- Jens Rösemann: Kok-in-Ruum auf dem Heringslogger. Eine Jugend auf See oder das Streben nach Vollkommenheit. Johann Heinrich Döll, Bremen 1996, ISBN 3-88808-227-7.

### 映画
- Heringsfang in alten Filmen. Jantjes und Kantjes. VHS, 45分, Edition Temmen, Bremen, ISBN 978-3-86108-654-3, Historische Aufnahmen bis ca. 1935.
- Letzte Ausfahrt Logger. E. Ballhaus, Gesellschaft für den kulturwissenschaftlichen Film,  2005/2006, 70分. DVD.

## 日本

### 近世
北海道の道南や道央の縄文時代の遺跡からはニシンの骨が発見されており、重要な食糧源の一つになっておリ、優れた航海術もありたも網などを使用した捕獲が行われていた。たも網を使用した漁には丸木舟と丸木船に外板を付けたイタオマチプが使用された。
生業としてニシンが漁獲されるようになったのは15世紀中葉のことで、北海道の日本海側の南部、現在の桧山振興局が始まりとされており、磯舟を使って刺し網漁が行われた。
17世紀、松前藩は幕府から黒印状を受けて蝦夷地での交易専有権が保証されていた。松前藩の石高は1万石とされたが米はとれず、かわってアイヌとのサケ、昆布、ニシン、毛皮などの交易品によって収入を得たが、利益は7万石に相当するものだった。
18世紀初頭（1703年）まで松前藩以外の蝦夷地では出漁が禁じられていたが、次第に緩和され、1735年には歌棄村まで漁場が拡大して場所請負人が出現した。さらに漁場は1793年には石狩まで拡大して漁法もざる網（大網）が開発された。
1784年（天明4年）に平秩東作が著した東遊記には、ニシン漁に使用する船には大船、乗替、サンパ、ホッチ、磯舟の五種があるとしている。1792年（寛政4年）の串原正峰の夷諺俗話には、図合船と夷船があり、図合船は6人乗り、夷船は3人乗りであるとする。
1849年には歌棄の伊藤伊三右衛門によって行成網（定置網）が開発されたが、この頃には漁場は日高や十勝を除く北海道全域から千島列島南部にまで拡大していた。
江戸後期のニシン漁には小さいほうから順に、磯船（いそぶね）、保津知船（ほっちせん）、三半船（さんぱせん）、乗替船（のりかえせん）、図合船（ずあいせん）、中遣船（なかやりせん）、大中遣船（おおなかやりせん）が使用されたが、このうち漁船は図合船までをいい、中遣船以上は物資の輸送や出稼ぎ漁場への往返を主な用途としていた。

### 近代以降
明治時代になり、北海道開拓使によって1869年に場所請負人が廃止されると、新規の漁業者が増えてニシン漁は最盛期を迎えた。明治から大正時代には主に三半船（船首にみよしが突き出した船型）が使用されたが、漁が変化して枠網を吊るすようになったため、船首が出ていない、より小型の保津船が使用されるようになった。
しかし、1940年代になるとニシン資源量の減少が顕著になり、北海道サハリン系ニシンは漁獲されなくなり、地域性のニシンとアニワ湾やサハリン南東岸を分布域とするテルペニア系ニシンの漁獲が細々と続く状態になった。そのためオホーツク海南西部及び利尻・礼文北方の漁場開発が行われた。昭和初年になるとニシン漁には保津船を大型化したものが使用されるようになっておりニシン漁の終焉まで使われた。
1977年の200海里制度施行を前に、1976年を最後に北洋ニシン漁業は終了した。